# Sphenarches anisodactyla
Sphenarches anisodactyla is een vlinder in de familie van de vedermotten (Pterophoridae). De wetenschappelijke naam van de soort is, als Oxyptilus anisodactyla, voor het eerst geldig gepubliceerd in 1864 door Francis Walker.

## Type
- lectotype: "male. genitalia preparation Adamczewski no. 1947/50"
- instituut: BMNH, Londen, Engeland
- typelocatie: Ceylan

## Synoniemen
- Pterophorus diffusalis Walker, 1864
  - Typelocatie: Australia
- Sphenarches synophrys Meyrick, 1886
  - Typelocatie: New Hebrides, Tonga
- Platyptilia pygmaeana Strand, 1913 (gesynonymiseerd door Kovtunovich, V., Ustjuzhanin, P. & Murphy, R., 2014: 466)
  - Typelocatie: Cameroon
- Megalorhipida rishwani Makhan, 1994
  - Typelocatie: Suriname